# Dicranophorus luetkeni
Dicranophorus luetkeni är en hjuldjursart som först beskrevs av Bergendal 1892.  Dicranophorus luetkeni ingår i släktet Dicranophorus och familjen Dicranophoridae. Inga underarter finns listade i Catalogue of Life.